# Lijst van voetbalinterlands Azerbeidzjan - Kazachstan (vrouwen)
Deze lijst van voetbalinterlands is een overzicht van alle officiële voetbalinterlands tussen de nationale vrouwenteams van Azerbeidzjan en Kazachstan. De landen hebben tot nu toe twee keer tegen elkaar gespeeld.

## Wedstrijden
| № | Plaats   | Datum        | Competitie        | Wedstrijd                 | Uitslag |
| - | -------- | ------------ | ----------------- | ------------------------- | ------- |
| 1 | Mərdəkan | 26 juli 2017 | Vriendschappelijk | Azerbeidzjan − Kazachstan | 1 − 0   |
| 2 | Mərdəkan | 29 juli 2017 | Vriendschappelijk | Azerbeidzjan − Kazachstan | 4 − 2   |

## Samenvatting
| Competitie        | Totaal gespeeld | Winst Azerbeidzjan | Gelijk | Winst Kazachstan | Doelsaldo Azerbeidzjan – Kazachstan |
| ----------------- | --------------- | ------------------ | ------ | ---------------- | ----------------------------------- |
| Vriendschappelijk | 2               | 2                  | 0      | 0                | 5 − 2                               |
| Totaal            | 2               | 2                  | 0      | 0                | 5 − 2                               |